# Silene armeria
La juliana falsa o papamoscas (Silene armeria) es una planta del género Silene de la familia Caryophyllaceae. 

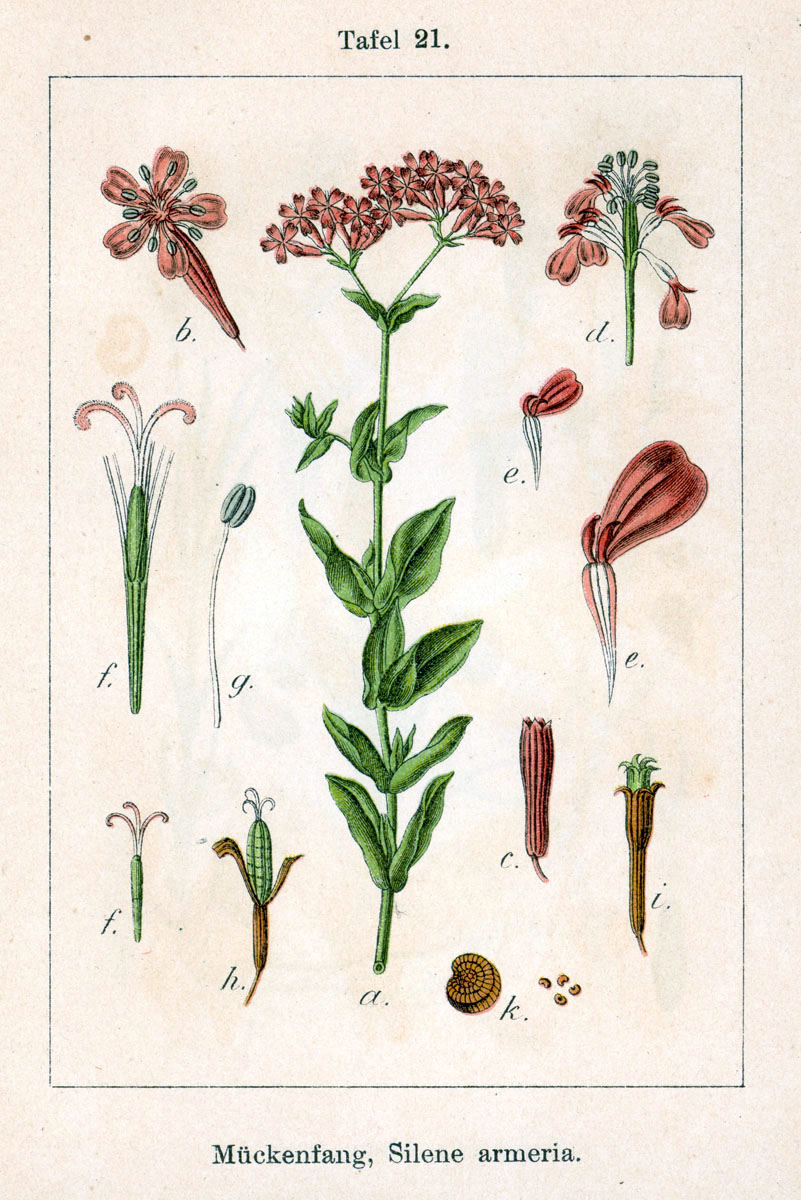
Ilustración

## Descripción
Silene armeria es planta herbácea anual o bianual, pubescente (2 a 5 dm). Tallo rígido. Hojas estrechas de 3 a 4 mm, peludas. 
Flores agrupadas en el extremo del tallo en inflorescencia en  capítulo de 2 a 10 flores, rodeadas con largas brácteas verdes, foliáceas.
Epicaliz con 2 escamas, por eso largo que el cáliz, ligeramente peludo. Cáliz tubular con 5 dientes cortos, de color rosa vivo o rojo, con marcas blancas, formada por 5 pétalos dentados en el extremo con 10 cedazos y 2 estilos poco destacados. 
La fruta es una cápsula de 4 valvas. 
Tiene de preferencia por los uelos secos, arenosos, áridos y también se puede encontrar en arcilla, y sílice argilo, en alturas que van de 0 a 1.200 m s. n. m.
Floración en agosto.

## Localización
Silene armeria es una planta nativa originalmente de Europa,  que ha llegado a extenderse y ser muy frecuente en los EE. UU.. 

## Taxonomía
Silene armeria fue descrita por Carlos Linneo y publicado en Species Plantarum 1: 420–421. 1753.
Etimología
El nombre del género está ciertamente vinculado al personaje de Sileno (en griego Σειληνός; en latín Sīlēnus), padre adoptivo y preceptor de Dionisos, siempre representado con vientre hinchado similar a los cálices de numerosas especies, por ejemplo Silene vulgaris o Silene conica. Aunque también se ha evocado (Teofrasto via Lobelius y luego  Linneo)  un posible origen a partir del Griego σίαλoν, ου, "saliva, moco, baba", aludiendo a la viscosidad de ciertas especies, o bien σίαλος, oν, "gordo", que sería lo mismo que la primera interpretación, o sea, inflado/hinchado.
armeria; epíteto latinizado de la antigua palabra francesa armoires  para designar a un ramillete de claveles silvestres (Dianthus)
Su nombre en inglés Sweet William Catchfly ( dulce Guillermo atrapamoscas ), viene de la manera de la cual los insectos pequeños  son atrapados por la savia pegajosa que exuda sobre el tallo. Sin embargo no se la considera como planta carnívora
Sinonimia
- Atocion armeria (L.) Raf.
- Atocion armeria var. lituanicum (Zapal.) Niketic & Stevan.
- Atocion armeria var. sparsiflorum (Schur) Niketic & Stevan.
- Atocion armeroides Raf.
- Atocion lituanicum (Zapal.) Tzvelev
- Cucubalus fasciculatus Lam.
- Lychnis armoraria Scop.
- Silene armeria var. sparsiflora Schur
- Silene lituanica Zapal.
- Silene umbellata Gilib.[3]